# Сулково-Польне
Сулково-Польне (пол. Sułkowo Polne) — село в Польщі, у гміні Стшеґово Млавського повіту Мазовецького воєводства.
Населення — 193 особи (2011).
У 1975-1998 роках село належало до Цехановського воєводства.

## Демографія
Демографічна структура станом на 31 березня 2011 року:
|          | Загалом | Допрацездатний вік | Працездатний вік | Постпрацездатний вік |
| -------- | ------- | ------------------ | ---------------- | -------------------- |
| Чоловіки | 94      | 20                 | 62               | 12                   |
| Жінки    | 99      | 19                 | 50               | 30                   |
| Разом    | 193     | 39                 | 112              | 42                   |